# Aleksandr Abramovič Kabakov
Aleksandr Abramovič Kabakov, in russo Александр Абрамович Кабаков? (Novosibirsk, 22 ottobre 1943 – Mosca, 18 aprile 2020), è stato uno scrittore e pubblicista russo.

## Biografia
Dopo aver terminato gli studi all'università di matematica decise di dedicarsi alla scrittura verso la fine del XX secolo. Diventò celebre nei salotti russi grazie alle sue opere. I suoi scritti raccontano della Russia, spesso descrivendo quella che viveva e talvolta immaginandone una futura patria.
È morto a Mosca dopo una lunga malattia.

## Opere
- Vsë popravimo (Все поправимо)
- Nevozvraščenec (Невозвращенец), 1989 (titolo inglese No return, senza ritorno)
- Poslednij geroj (Последний герой), 1995 (traduzione letterale "L'ultimo eroe"), composta in tre parti, una novella
- Sočinitel' (Сочинитель)

### In traduzione italiana
- L'uomo che non volle tornare, traduzione dal russo di Pia Pera, A. Mondadori, Milano 1990

## Filmografia
Egli ha anche scritto per il grande schermo:
- Desjat' let bez prava perepiski (Десять лет без права переписки), 1990
- Nevozvraščenec (Невозвращенец), 1991

Inoltre ha anche recitato come attore nella serie televisiva del 1996: Vovkulakija, ili zagadka doktora Nikodima.